# マツダ・MX-R01
マツダ・MX-R01(MXR-01)は、1992年のSWC参戦用にマツダがトム・ウォーキンショー・レーシング（TWR）と共同開発したプロトタイプレーシングカー。合計5台が製作された。

## 概要
WSPC(1991年にSWCに名称変更)では、1989年から、グループCカーのエンジン規定が従来の「燃料使用量の上限による規制」から「燃費制限なしの3.5リットル自然吸気エンジン」へと変更され、2年間の猶予期間を経て1991年から新規定に完全移行した。
新規定車のエントリーの少なかった1991年こそ参戦台数確保のために、ターボエンジンやロータリーエンジンを搭載する旧規定車のSWCへのエントリーが認められたものの、1992年からは新規定車のみで開催されるようになった。このため、マツダが使用してきたロータリーエンジンは1991年を最後にSWCやル・マン24時間レースで使用できなくなった。
そこで1992年シーズンは、新規定対応エンジンとシャーシを外部から購入し、自社技術でエンジン/シャシーを改良して参戦することになり、エンジンをジャッドから、シャシーをTWRからそれぞれ購入してマシンを賄うことになった。
それまでロータリーエンジンの性能、信頼性を証明するためにレース活動を行ってきたマツダが、レシプロエンジンのマシンでレース活動を行ったことを奇妙とする見方もある。これについて、1990年に当時FISAマニュファクチャラー委員会議長だったマックス・モズレーが、マツダが1992年のSWCに3.5リットルマシンを走らせるという条件付きで、ロータリーエンジンのマシンで1991年のSWCに参戦することを認める可能性を示唆しており、MX-R01でのレース活動はマツダがこの条件を受け入れた結果と思われる。

### シャシー
MX-R01のシャシーはTWRのジャガー・XJR-14をベースにしたもので巨大なリアウィングを含め外観上はXJR-14とほとんど見分けがつかない。キャビン横の樹脂製パネルを外してドライバーが乗降するのもXJR-14と同じ。エンジンはフォード・コスワース・HBエンジンからジャッド・GVをベースとした「マツダ・MV10」に変更。このエンジン変更に伴いエンジンマウント部の変更が必要となった。この設計変更についてマツダ側は、シャシーの製作はTWRが行ったものの、設計はそれまでマツダのスポーツ・プロトタイプ・カーを設計してきたナイジェル・ストラウドが担当した、としているが、実際は設計もTWRで行われており、ストラウドはMX-R01の設計には関わっていなかった。SWC第1戦・モンツァに姿を現したストラウドは「やっと出番がまわってきたぞ」と話していたという。

### エンジン
エンジンを新規で製作するには時間がなかったため、ジョン・ジャッド率いるエンジン・デベロップメンツと契約し、同社の持つジャッド・GVを共同で改良・開発を行うことになった。エンジン名称は「マツダ・MV10」とされた。ベースとなったジャッドGVは元々F1用に設計されたエンジンであるため（前年にスクーデリア・イタリアが使用）、すべてにおいて見直され、パワーよりも信頼性と耐久性向上を狙って開発が進められた。ル・マン出場時の最高出力は620PS/10,800rpmであった。ル・マンのレース後に分解されたエンジンはまったく問題なく、まだまだ走り続けられる状態にあったという。
このエンジンはプライベートユーザーへの販売を視野に入れ、1993年の来シーズンに向けて更なる開発が進められていたが、マツダの撤退によりこの年限りで終わってしまった。ただしジャッドはこのエンジン開発の経験を活かす形で、後にル・マン24時間等の耐久レース向けのエンジンビジネスで一定の成功を収めている。

## 戦績
マツダは1992年にSWCとJSPCにMX-R01を1台ずつ参戦させた。SWCではスプリント仕様を、JSPCではル・マン仕様のマシンをそれぞれ走らせた。
- SWC

マツダは1992年のSWCにオレカを実働部隊として1台体制で参戦した。
- 4月26日　モンツァ　予選:7位/決勝:リタイヤ

フリー走行からメカニカルトラブルが多発した。チームは土曜日にトム・ウォーキンショーをモンツァに呼び、ウォーキンショーと共にモンツァにやってきたエンジニアのアンディ・モリソンが対策にあたった。だが、決勝レースでもメカニカルトラブルが相次ぎ開幕戦はリタイアに終わった。
- 5月10日　シルバーストン　予選:7位/決勝:2位

予選はポールポジションのプジョー・905から5秒以上も遅いタイムしか出せなかったが、レースではトヨタ勢の全滅にも助けられて2位に入り表彰台を獲得した。
- 6月21日　ル・マン24時間　5号車 予選:7位/決勝:4位、6号車 予選:10位/決勝:リタイヤ

シーズン唯一の2台エントリー。1991年の優勝クルーは5号車を担当し、寺田、従野、サンドロ・サラは6号車を担当した。マツダはMX-R01の駆動系が24時間持たないのではないかと不安を抱いており、6号車を駆動系へのストレス軽減のためローダウンフォースセッティングで走らせることにした。しかし、5号車は24時間を無事走り切って4位入賞し、6号車は雨で濡れた路面によりスピンしリタイアに終わった。
- 7月19日　ドニントン　予選:6位/決勝:5位
- 8月30日　鈴鹿1000km　予選:6位/決勝:リタイヤ
- 10月18日 マニクール　予選:6位/決勝:6位

マツダは1992年のSWCでチームランキング3位の成績を残した。ドライバーズ・ポイントはサンドロ・サラの8位が最上位だった。
- JSPC

マツダは1992年のJSPCにマツダスピードからMX-R01を1台エントリーさせた。
- 4月12日　鈴鹿500km　予選:8位/決勝:7位

チームはレースウィークの木曜日に初めてマシンを走らせたばかりで、セッティングも充分に出ていない状況でレースに臨んだが、予選はポールポジションの日産・R92CPから8秒も遅いタイムしか出せず、決勝でもオープニングラップの2コーナーでいきなりスピンするなど苦戦し7位に終わった。
- 5月3日　 富士1000km　予選：6位/決勝:リタイヤ
- 7月26日　富士500マイル　予選:6位/決勝:8位

ル・マン後の国内初レース。エンジンがスプリント仕様に変更されたが、リザルトに反映されることはなかった。
- 9月13日　菅生500km　予選：6位/決勝:リタイヤ

これまでターボマシンとのパワーの違いに苦しみ、予選でポールポジションから5秒以上も遅いタイムしか出せずにいたが、テクニカルコースの菅生では善戦しポールポジションタイムから2秒弱の差で予選を終えた。しかし、決勝では僅か6周でリタイアした。
- 10月4日　富士1000km　予選:9位:決勝:7位

トヨタがTS010をエントリーさせ、NA3.5リットル規定のCクラスマシンが複数台エントリーされたためCクラスが初成立。
- 11月1日　美祢500km　予選:8位/決勝:9位

菅生と同じくテクニカルコースの美祢では健闘し、予選タイムをポールポジションの2秒落ちに収めた。
JSPCでは、新規定車両(Cクラス)と旧グループC規定車(C1クラス)でクラスを分けて、Cクラスは燃費制限なし、C1クラスは燃費制限ありでレースを行った。しかしC1クラスでのエントラントが多く、CクラスのエントリーはMX-R01の1台のみでクラス不成立の状態が続いた。10月の富士1000kmからトヨタ・TS010が参戦しクラスが成立したが、トヨタに勝つことはできなかった。最終戦のMINEサーキットで、日産・NP35がテスト参戦したため、初めてトヨタ・日産・マツダのCクラスマシンが揃った。

## その後
山口マツダや千葉マツダのマツダスピード関連ブースで、エンジンを取り外されたMX-R01が長い間展示されていたが、1999年7月にマツダスピードの解体された際に、これらのブースも撤去されMX-R01も姿を消した。MX-R01は合計5台製作され、クラッシュなどでは1台も失われていない。5台のうち1台はMAZDA USAが所有し、もう1台がマツダR&Dセンター横浜に保管されている。2023年11月4日、11月5日にMAZDA FAN FESTA 2023 IN OKAYAMAでマツダR&Dセンター横浜に保管されているMX-R01が展示された。走行こそしなかったが、マツダ・737Cやマツダ・787Bと共に展示された。